# Panzerwaffe

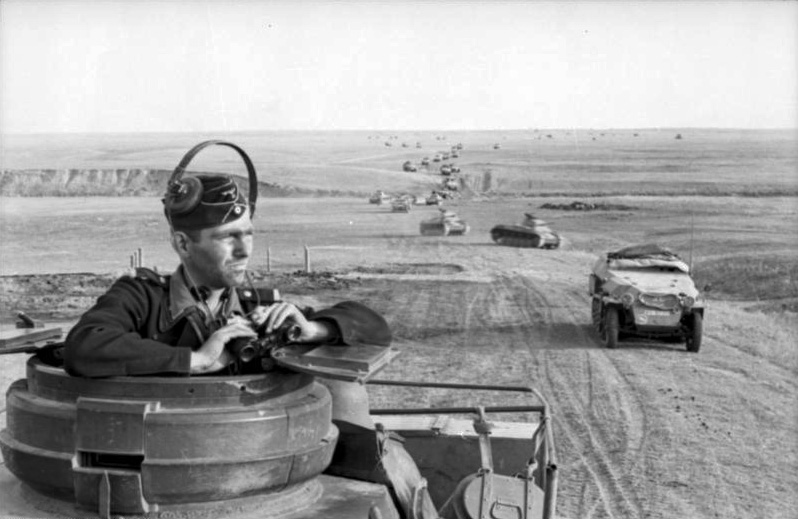
Una columna de tancs i altres vehicles blindats de la Panzerwaffe, prop de Stalingrad, 1942.

La Panzerwaffe (en alemany; Panzer: 'Cos blindat' o 'Força de tancs'; Waffe: 'De combat'), després també  Panzertruppe, que es refereix a un comandament dins el Heer (l'exèrcit de terra de la Wehrmacht), responsable dels assumptes dels panzers (tancs), i les forces motoritzades, poc abans l'esclat de la Segona Guerra Mundial, eren coneguts com a Schnelltruppen ('Tropes ràpides'), una ordre motoritzada establert a la Reichswehr després de la Primera Guerra Mundial; La nova denominació (Panzerwaffe) fou designada l'any 1936 pel Tinent General Heinz Wilhelm Guderian.
Els homes de la força Panzer, es coneixien com a Panzertruppen (Tropes blindades), es distingien pels seus estrets uniformes negres ajustats. Després del 1943, a la Panzerwaffe, igual que en la majoria d'altres branques alemanyes de servei, s'havien relaxat les normes d'uniformació i molts Panzertroppen portaven una gran varietat de roba, com uniformes de camuflatge i articles d'hivern.
Varen existir dues escoles d'entrenament per a les tripulacions de tancs durant tota la guerra, les Panzertruppenschule I i II.
La Infanteria motoritzada tingué una primerenca formació, era la infanteria motoritzada en camions. A principis de la guerra, hi hagué una sèrie de Divisions lleugeres semi-motoritzades. Aquestes fouen jutjades ineficaços després de la invasió a Polònia i les van convertir en divisions completament motoritzades.

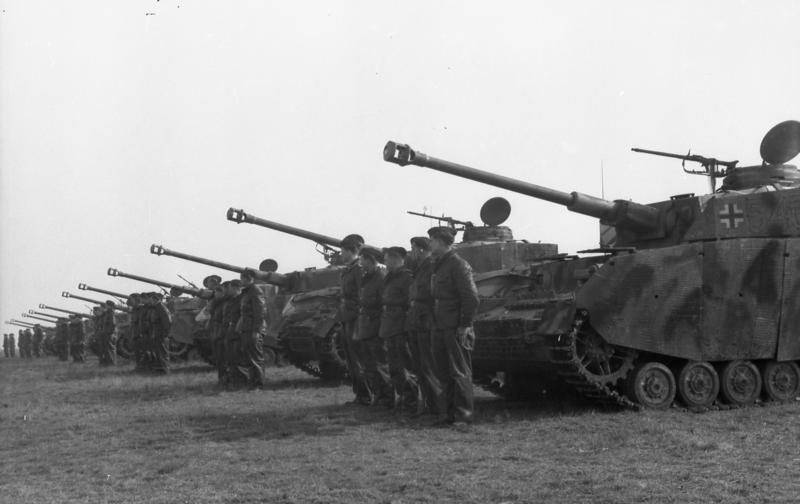
La 12º divisió Panzer de les SS.

El pilar de la força Panzer fou sens dubte la Divisió Panzer. Que consistia en una brigada blindada (dos regiments de tancs) i dos regiments motoritzats d'infanteria. Totes les forces d'una divisió Panzer eren autopropulsats, elements de suport, inclosa artilleria autopropulsada, antitancs i vehicles blindats de reconeixement. Després de les campanyes de Polònia i França, les divisions Panzer foren de mida reduïda, amb tan sols un Panzerregiment per regió. Aquesta mesura fou presa per a permetre la creació de diverses noves divisions amb els tancs disponibles.
Durant la Segona Guerra Mundial, l'exèrcit alemany també va desplegar una sèrie de divisions Panzergrenadier, que consistien en infanteria motoritzada (o infanteria cuirassada per a alguns dels batallons, quan tenien suficients blindats disponibles), amb l'artilleria autopropulsada i Jagdpanzers, i en alguns casos un important nombre de Panzers.
Un cos panzer es componia de dues a tres divisions més auxiliars adjuntes. Els panzergruppen ('Grups Panzer') van ser els ordres més grans formats, aproximadament de la mida d'un exèrcit, i que solien ser batejats amb el nom del seu comandant (per exemple el Panzergruppe Hoth comandat pel general Hoth). Aquests van ser reconeguts més tard com Panzerarmeen ("exèrcits Panzer"), un regiment de l'exèrcit a nivell de dos o tres cossos. Aquestes organitzacions de nivell superior gairebé sempre barrejaven les unitats normals d'infanteria amb la Panzerwaffe.
També hi va haver un gran nombre de formacions Panzer i motoritzades de les Waffen-SS. Si bé aquests no estaven sota el comandament de la Panzerwaffe, operacionalment es van organitzar i van lluitar com a part de les formacions de l'exèrcit i sota el comandament d'aquesta. Aquestes divisions de les Waffen-SS van ser durament colpejades durant la batalla de Kursk (operació ciutadella).

## Principals armes de la Panzerwaffe
| Vehicle    | Pes(t) | Arma principal        |
| ---------- | ------ | --------------------- |
| Panzer I   | 5,9    | Dues MG 13 de 7,92 mm |
| Panzer II  | 13     | Canó de 20 mm         |
| Panzer III | 23     | Canó de 37/50/75 mm   |
| Panzer IV  | 25     | canó de 75 mm         |
| Panther    | 44,8   | canó de 75 mm         |
| Tiger      | 57     | canó de 88 mm         |
| Tiger II   | 69,8   | cañón de 88 mm        |

Caçacarros:
| Vehicle       | Pes(t) | Arma principal  |
| ------------- | ------ | --------------- |
| Panzerjäger I | 6,4    | canó de 47 mm   |
| Marder I      | 8,2    | canó de 75 mm   |
| Marder II     | 11,5   | canó de 76,2 mm |
| Marder III    | 10,5   | canó de 75 mm   |
| Hetzer        | 15,7   | canó de 75 mm   |
| Jagdpanzer IV | 25,8   | canó de 75 mm   |
| Jagdpanther   | 50.1   | canó de 88 mm   |
| Jagdtiger     | 76     | canó de 128 mm  |
| Nashorn       | 24     | canó de 88 mm   |

Artilleria autopropulsada
| Vehicle          | Pes(t) | Arma principal |
| ---------------- | ------ | -------------- |
| Wespe            | 11     | canó 105 mm    |
| Grille           | 11,5   | canó de 155 mm |
| Hummel           | 24     | canó de 150 mm |
| Mörser Gerat 040 | 124    | obús de 600 mm |

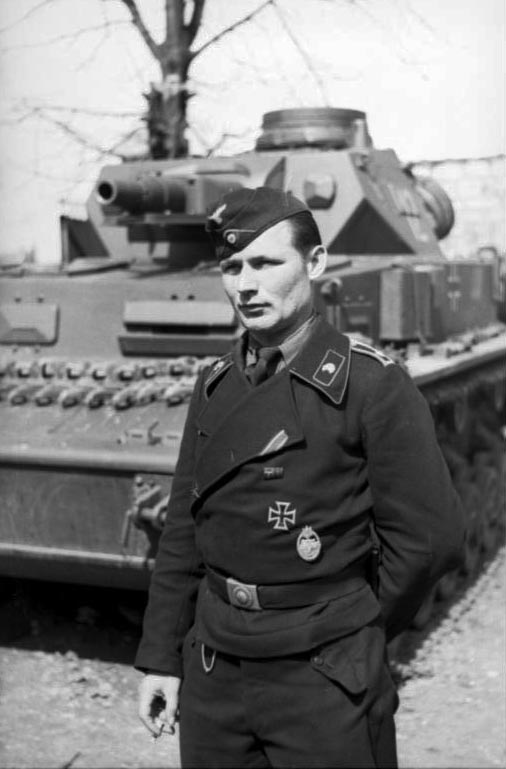
21 de juny del 1940, a la França ocupada un tanc de les Panzertruppen Panzer IV.

Es pot mencionar que un altre tanc de la Panzerwaffe no mencionat a la taula es creu que no va entrar en combat, es tracta del Panzer VIII Maus.